# آنی (کاشاتاق)
آنی (به لاتین: Անի) یک منطقهٔ مسکونی در جمهوری آرتساخ است که در استان کاشاتاق واقع شده‌است.